# 溫德米爾湖
溫德米爾（英語：Windermere）是英格蘭最大的天然湖，位於坎布里亞郡湖区的冰川谷中，東部為小鎮溫德米爾和鲍内斯。她是自1847年肯德爾和溫德米爾鐵路（Kendal and Windermere Railway）兴建以來，英格蘭最受歡迎的度假勝地。

## 命名

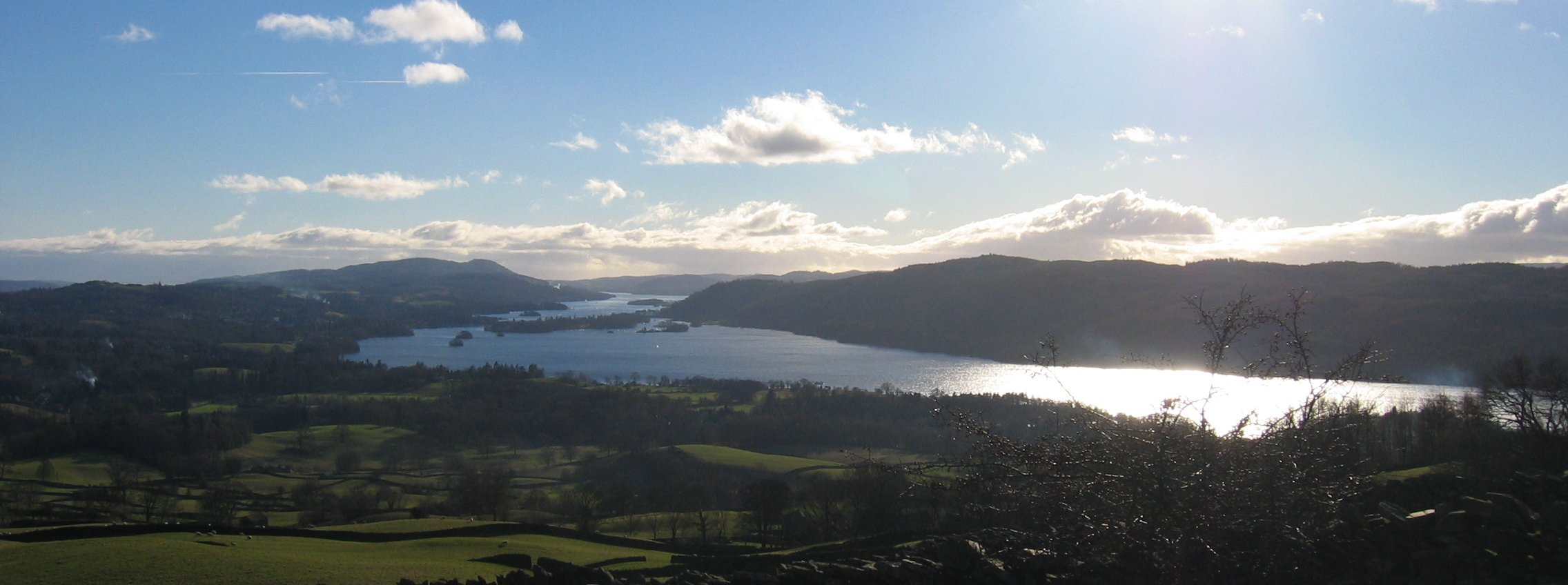
溫德米爾

其名的意思是“溫納德（Winand、Vinand）之湖”，這是一個諾爾斯語或日耳曼語名。此外，它還可以拼作“Wynhendermere”、“Wynenderme”。19世纪以前，它也叫做“Winander Mere”、“Winandermere”。其后半部分的“mere”一词来自古英语，意思就是湖。

## 地理

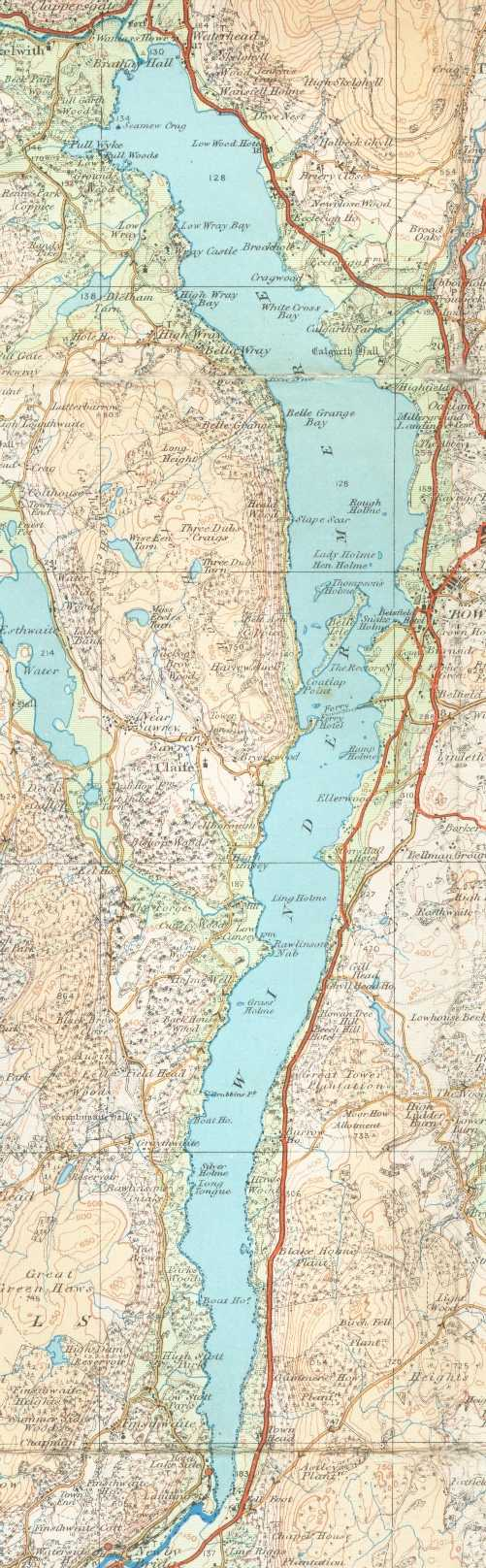
1925年地图

它是一个典型的带状湖，位于冰川侵蚀形成的河谷中。经过至少九次冰川消退，现在的温德米尔形成于17,000至14,700年前的末次盛冰期（阿雷羅德震盪之前）。它本身有南部和北部两个湖盆，北部是坚硬的火山岩，南部则是松软的页岩。
它由布拉迪河（River Brathay）、 罗迪河（River Rothay）、Trout Beck、Cunsey Beck等多条溪流灌入，自南端的利文河（River Leven）排出，周围山区环绕。

### 岛屿
湖上有19座岛屿，最大的是鲍内斯对面的、私有的贝莱岛（Belle Isle，原名Lang Holme），面积16.18公頃, 40.0英畝。其他的岛屿都比它小得多。这些岛屿在当地叫做“holmes”，这个词来自古诺尔斯语，意思是“岛屿”、“小岛”。这包括 St Mary Holme（也叫Mary Holme）、Bee Holme、Blake Holme、Crow Holme、Birk（Birch Holme、Fir Holme ）、Grass Holme、Lilies of the Valley（分东西两部分）、Ling Holme、Hawes Holme、Hen Holme、Maiden Holme（最小的岛）、Ramp Holme（Roger Holme、Berkshire Island）、Rough Holme、Snake Holme、Thompson Holme（第二大岛）、Silver Holme。